# Paris–Caen
Das Straßenradrennen Paris–Caen war ein französischer Radsportwettbewerb für Berufsfahrer, der als Eintagesrennen von 1902 bis 1946 mit Unterbrechungen von Paris nach Caen in der Region Normandie veranstaltet wurde. Das Rennen hatte 23 Austragungen.

## Palmarès
- 1902  Eugène Bernaud
- 1903  René Pottier
- 1904  Gabriel Petit
- 1905  Marcel Cadolle
- 1906  Pierre Frère
- 1907  Auguste Sabatier
- 1908  Philippe Leroux
- 1909  Léon Vallotton
- 1910–1922 nicht ausgetragen
- 1923  Pierre Beffarat
- 1924  Marcel Colleu
- 1925  Camille Van De Casteele
- 1926  Camille Van De Casteele
- 1927  Roger Grégoire
- 1928  Pierre Beffarat
- 1929  Jules Merviel
- 1930  André Leducq
- 1931  Roger Bisseron
- 1932  Benoît Faure
- 1933  René Le Grevès
- 1934  Jean Noret
- 1935  Maurice Archambaud
- 1936  Émile Ignat
- 1937  Raoul Lesueur
- 1938  René Le Grevès
- 1939  Louis Thiétard
- 1940 nicht ausgetragen
- 1941  René Debenne
- 1942–1944 nicht ausgetragen
- 1945  Louis Thiétard
- 1946  Jean Guéguen